# مهرجان بريشتينا السينمائي الدولي
مهرجان بريشتينا السينمائي الدولي (بالإنجليزية: Prishtina International Film Festival)‏، هو مهرجان سينمائي يُقام سنويًا في بريشتينا في كوسوفو، وتُعرض خلاله الإنتاجات السينمائية الدولية البارزة في منطقة البلقان وخارجها، كما أنه يُعد مصدر إشعاع لصناعة السينما في كوسوفو. أُحدث المهرجان بعد إعلان كوسوفو استقلالها عام 2008. أقيمت أول نُسخة للمهرجان في 2009، وشاركت فيهها المُمثلة فانيسا ريدغريف كمُضيفة. في عام 2015، تم إلغاء المهرجان بسبب إلغاء التمويل من قبل وزارة الثقافة في كوسوفو. وبدلا من ذلك، عُقدت النسخة السابعة من المهرجان، التي كان من المقرر أن تُعقد في الفترة من 24 أبريل إلى 1 مايو، في تيرانا عاصمة ألبانيا يومي 24 و 25 أبريل 2015.

## روابط خارجية
- الموقع الرسمي